# Szalay Szabolcs
Szalay Szabolcs (Veszprém, 2002. február 17. –) magyar utánpótlás-válogatott és magyar kupagyőztes labdarúgó, középpályás, a román élvonalbeli Csíkszereda játékosa.

## Pályafutása

### Klubcsapatokban
Szülővárosában kezdte el a labdarúgást. Egy évvel később az Illés Akadémiára került Szombathelyre.
17 évesen mutatkozott be a magyar másodosztályban a Haladás játékosaként, a Soroksár ellen csereként lépett pályára a 66. percben. Az első gólját rögtön a második mérkőzésén, a Békéscsaba ellen szerezte meg.
2021 januárjában a magyar első osztályú Zalaegerszeghez igazolt, ahol egy hónappal később mutatkozott be a Puskás Akadémia ellen.
A 2021-22-es szezonban az NB II-es Tiszakécskéhez került kölcsönbe, a több játéklehetőség reményében. Fél év után, 2022 elején visszatért Zalaegerszegre és 11 meccsen lépett pályára.
A következő idényben már alapembernek számított, a Magyar Kupát is megnyerte csapatával, illetve gólt is szerzett a Budafok elleni 2-0-ás döntőben.
A 2023–24-es idény második felét az NB II-es Vasasban töltötte kölcsönben, kilenc bajnokin pályára lépve. A 2024–2025-ös szezonra a ZTE a szlovén élvonalba feljutó Nafta Lendavának adta kölcsön.
2025. június 20-án bejelentették, hogy az első élvonalbeli szezonjára készülő Csíkszeredához igazolt.

### A válogatottban
Az U16-os korosztálytól kezdve rendszeresen képviselte korosztályos szinten Magyarországot.

## Sikerei, díjai

### Klubcsapatokkal
Zalaegerszegi TE
- Magyar kupagyőztes (1): 2022–23